# Kulhanek von Klaudenstein

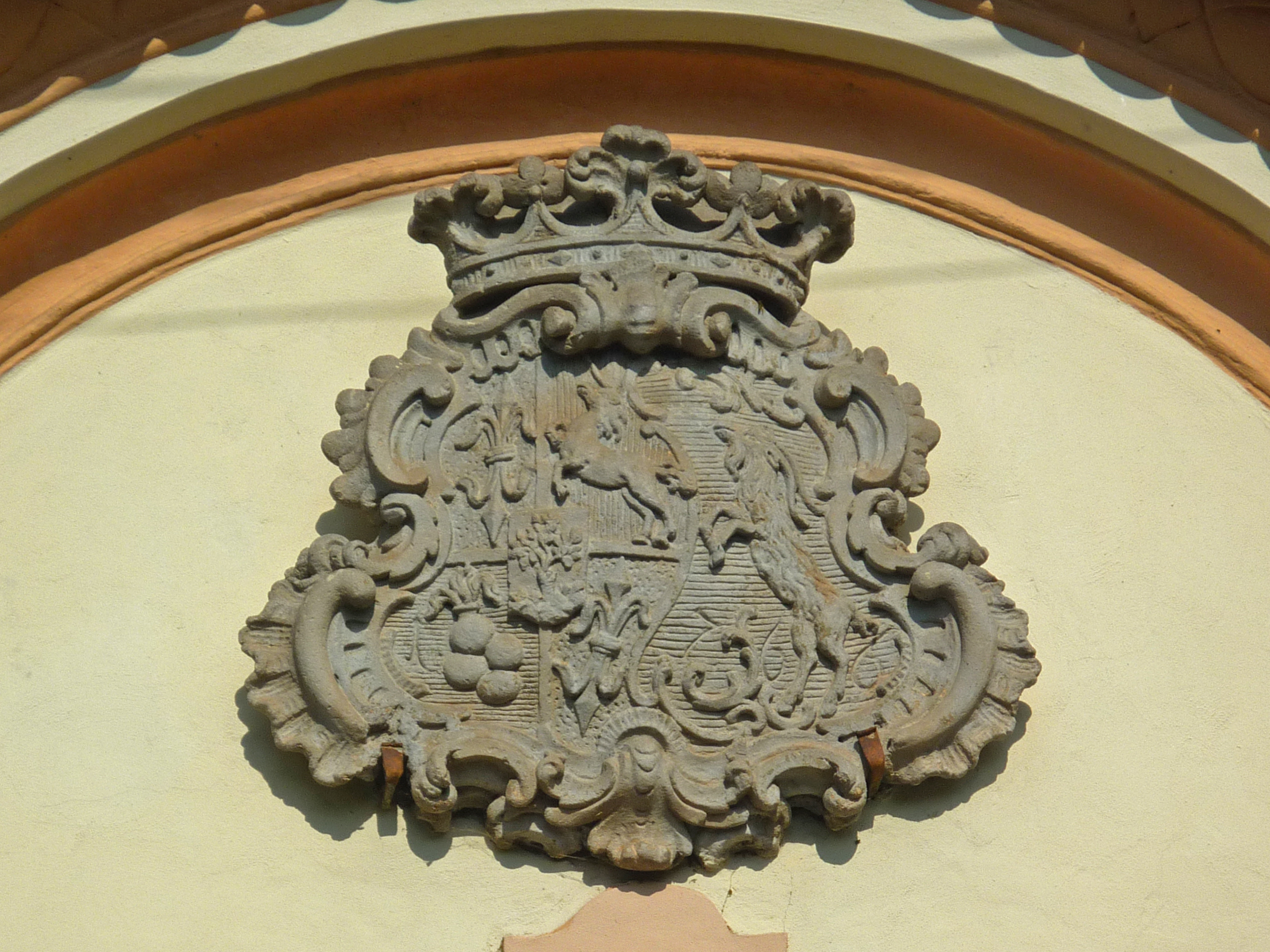
Doppelwappen Kulhanek von Klaudenstein und Grafen von Hohenems am Torbogen der ehem. Domäne Nr. 10 in Stecknitz (Stekník) in Böhmen

Kulhanek von Klaudenstein (tschech. Kulhánek z Klaudensteinu) ist der Name eines böhmischen Adelsgeschlechts. Die Kulhaneks waren zunächst Bürger der Stadt Saaz (heute Žatec), die 1689 zunächst in den Ritterstand aufgenommen und später in den Freiherrenstand und Grafenstand erhoben wurden. In der männlichen Linie sind sie seit 1839 ausgestorben.

## Geschichte

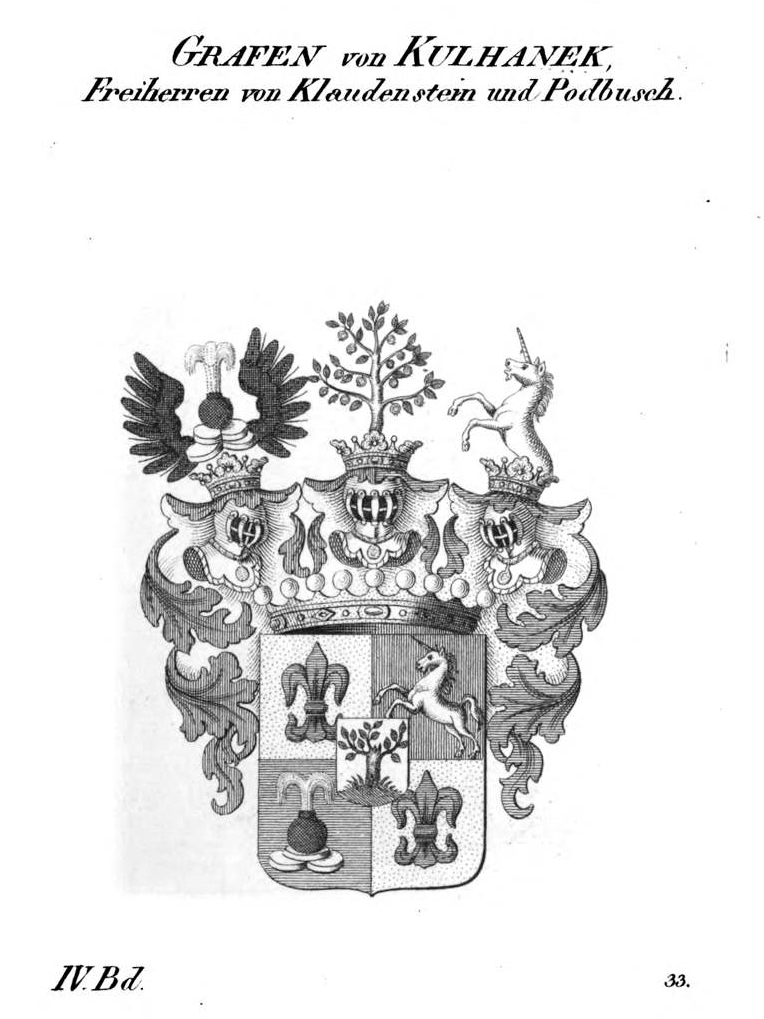
Wappen Kulhanek von Klaudenstein und Podpusch

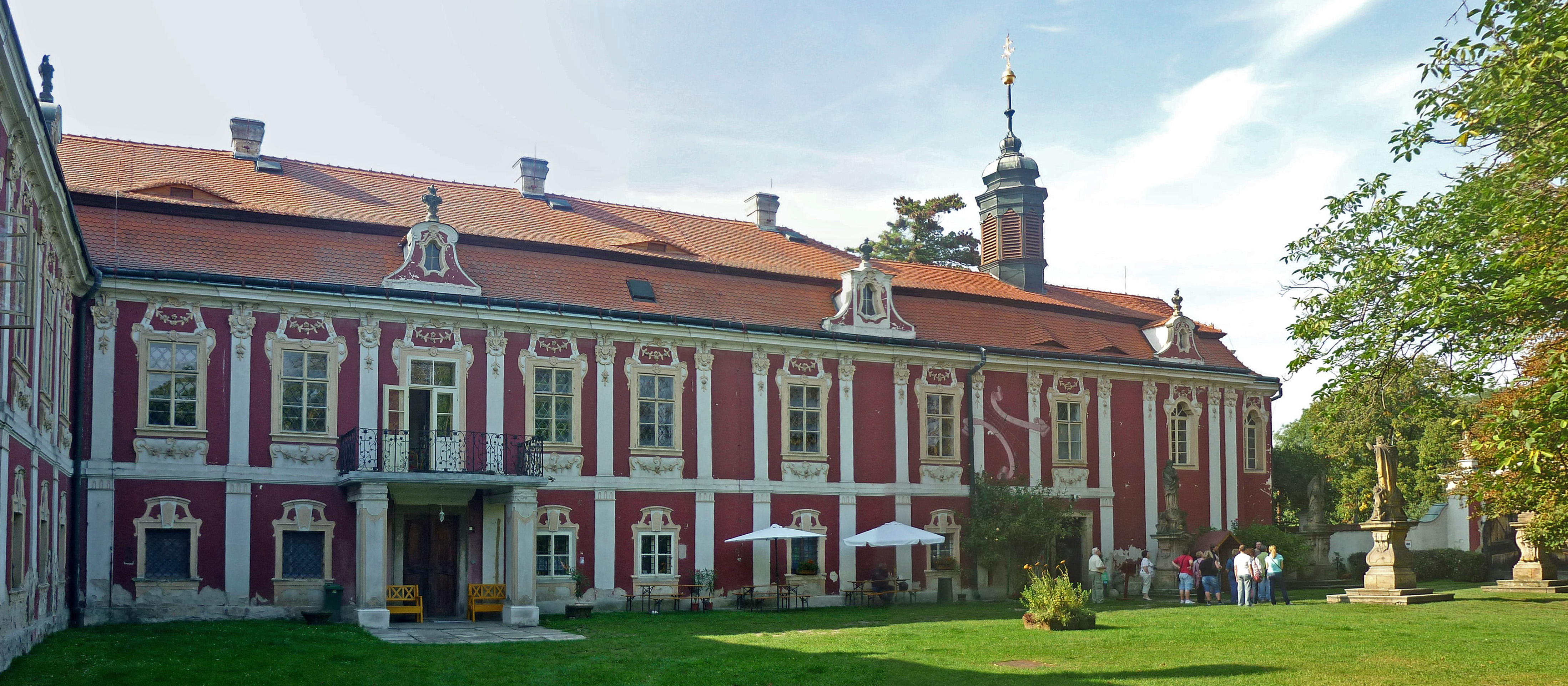
Rokoko-Schloss in Stecknitz (Stekník)

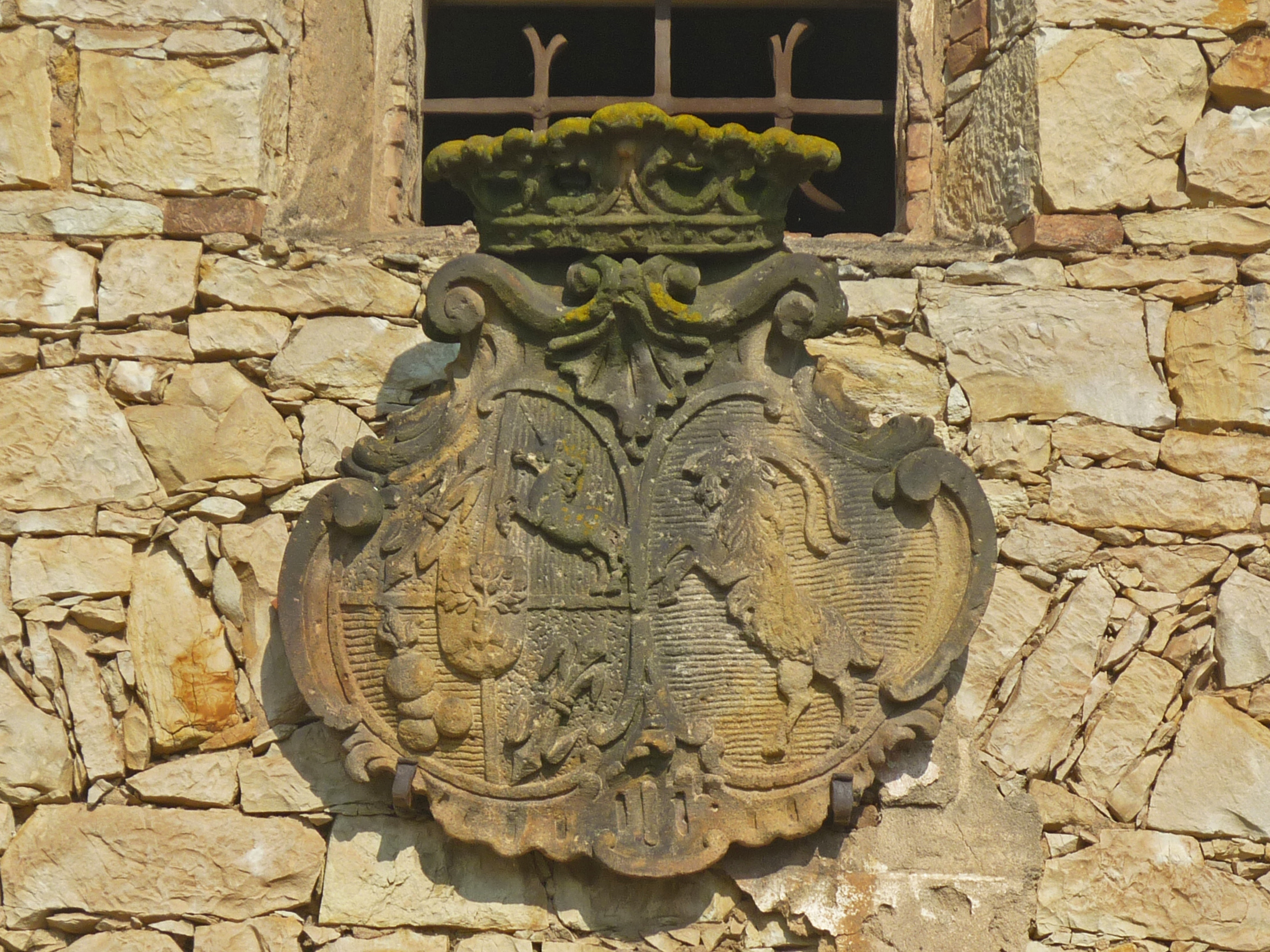
Doppelwappen Kulhanek-Hohenems am Speicher in Stecknitz (Stekník)

Ein Gregor Kulhanek (1567–1606) war Bürger und Hausbesitzer in Saaz, dessen Sohn Martin Kulhanek (1592–1624) war Senator in Saaz und verheiratet mit Ludmilla Hoschtialek von Jaworzicz (Hošťálek z Javořice). Aus dieser Ehe stammt der Sohn Johann Georg Kulhanek, Herr auf Stecknitz, ehemals kaiserlicher Steuereinnehmer des Saazer Kreises, der 1681 das Gut Stecknitz gekauft hat. Er ließ auf dem Gelände der alten verfallenen Veste das Schloss Stecknitz erbauen und wurde 1689 mit dem Prädikat „de Klaudenstein“ in den Ritterstand erhoben.
Von 1702 bis 1715 war Adolf Karl Kulhanek von Klaudenstein mit seiner Frau Theresia Besitzer des Gutes Stecknitz, während Johann Jakob Kulhanek von Klaudenstein († 1708) mit seiner Frau Maximiliana Apollonia, geb. Mühlhart von Mühlhartitz von 1701 bis 1708 als Herr auf Dekau (Děkov) genannt wird. Nach dessen Tode im Jahre 1708 verwaltete Wenzel Mühlhart Ritter von Mühlhartitz das Gut für den minderjährigen Johann Karl Anton Ritter Kulhanek.
Maria Klara, geb. Kulhanek († um 1744), (vermutlich die Schwester von Adolf Karl auf Stecknitz) war verheiratet mit Franz Karl Freiherr von Podpusch († um 1735) auf Kutterschin (Chudeřín) und später auf Neusattl bei Saaz. Nach dem Tode ihrer Kinder verfügte sie das Gut Neusattl testamentarisch an die Kulhaneks und ließ von 1735 bis 1737 die Kirche der hl. Dreifaltigkeit und des hl. Wenzel in Neusattl errichten, die zur Grablege der Familie Kulhanek wurde.
Karl Adolf Kulhanek wurde 1755 in den Freiherrnstand erhoben (mit Beifügung des Namens des ausgestorbenen Geschlechtes von Podpusch) und nannte sich fortan „Freiherr von Klaudenstein und Podpusch“.
Anmerkung: Der Name von Podpusch (auch Potpusch oder Patpusch) wird auf einen Christian von Potpusch zurückgeführt, der 1619 Stiftshauptmann im Kloster Ossegg war und später in den böhmischen Freiherrenstand erhoben wurde. Er besaß die Güter Neusattl (Nové Sedlo u Žatce) und Kutterschin.
Im Jahr 1744 erbte Johann Franz Kulhanek von Klaudenstein (1728–1799), Herr auf Stecknitz, ein Enkel von Johann Georg Kulhanek, das Neusattler Gut und um 1760 auch das Gut Stecknitz.
Im Jahr 1761 heiratete er Maria Franziska Gräfin von Hohenems (* 1739, † 1795 in Prag), die Tochter des kaiserlich-österreichischen Feldmarschalls Franz Wilhelm Rudolf Graf von Hohenems (1686–1756). Noch heute weist das Doppel-Wappen von 1766 am Tor zur ehemaligen Domäne in Stecknitz Nr. 10 auf diese Verbindung hin.
Sie hatten insgesamt drei Kinder:
- Johann Karl Graf von Kulhanek (* um 1761, † 1794 in Prag) diente als Hauptmann im Graf O’Donnellschen Freicorps, verheiratet 1791 mit Emanuela Maria, geb. Gräfin von Clary und Aldringen (* 1760), Tochter des Leopold Kaspar Grafen von Clary und Aldringen († 1800), diese wurde später in das Savoyische Damenstift in Wien aufgenommen und starb kinderlos.
- Rudolf Graf von Kulhanek (* 1762 in Stecknitz, † 1839 in Kaschau), der letzte seines Namens, starb als pensionierter k. k. Major, seine Frau war Anna Freiin von Payen († 1839 in Kaschau). Mit dem Tode des Grafen war die Adelsfamilie der Kulhanek von Klaudenstein und Podpusch in männlicher Linie ausgestorben.
- Carolina Gräfin von Kulhanek (* 1765 in Stecknitz, † 1835 in Kaschau), verheiratet 1792 mit Franz Ludwig Freiherr von Langet (* um 1754 in Gross-Topoltschan in Oberungarn, heute Slowakei, † 1822 in Rovigo/Venetien).

Johann Franz Graf Kulhanek veranlasste um 1765 einen Umbau von Schloss Stecknitz. Das alte Schloss wurde im Rokoko-Stil umgestaltet und um einen weiteren Flügel rechtwinklig zum alten Bau erweitert. In diesem Teil befinden sich die sogenannte „Sala terrena“ und die Mariä-Heimsuchungs-Kapelle (Oratorium) mit Gemälden von Ignaz Raab von 1769.
Das Schloss ist heute ein bedeutender Rokoko-Bau in Böhmen.
Nach italienischem Vorbild wurden Terrassengärten angelegt, die durch eine zentrale Treppenanlage erschlossen werden und durch zahlreiche Plastiken geschmückt waren.
Im Jahr 1772 erfolgte für Johann Franz Kulhanek, Freiherr von Klaudenstein und Podpusch, die Erhebung in den Grafenstand. Er besaß zu diesem Zeitpunkt neben der Herrschaft Stecknitz auch die Güter Mraiditz (Mradice), Neusattl und Fröhlich im Saazer Kreis.
Nach dem Tode seiner Frau verkaufte Johann Franz Graf Kulhanek 1796 Gut und Schloss Stecknitz und das Gut Mraiditz an Josef Korb, Ritter von Weidenheim. Johann Franz Graf Kulhanek von Klaudenstein starb 1799 und wurde in Neusattl beigesetzt.
Das Gut Neusattl, das er von Maria Clara Freiin von Kulhanek, verw. von Podpusch, geerbt hatte, wurde von seinem Sohn Rudolf verkauft.
Seine Schwester Maria Theresia Freiin Kulhanek von Klaudenstein und Podpusch (* 1724; † 1810 in Seltsch) war mit Johann Franz Zessner von Spitzenberg (* 1720; † 1772 in Seltsch) verheiratet und lebte auf dem Gut Seltsch bei Michelob (Želeč bei Měcholupy).

## Wappen
Das Wappen der Grafen Kulhanek von Klaudenstein ist geviertet mit silbernem Herzschild. Schild 1 und 4 zeigt eine blaue umgürtete doppelte Lilie auf goldenem Grund. Schild 2 zeigt ein springendes silbernes Einhorn auf rotem Grund. Schild 3 zeigt auf drei runden, oben flachen silbernen Steinen eine eiserne sprühende Bombe auf blauem Grund. Im Herzschild ist auf grünem Hügel ein natürlicher Baum mit drei Ästen zu je fünf grünen Blättern dargestellet.
Das Wappen der Grafen von Hohenems zeigt einen auf blauem Schild aufrechtstehenden rotbezungten Steinbock rechtshin gewendet. Darüber befindet sich die Grafenkrone.